# Joshua Yaro
Joshua Yaro (Kumasi, 18 novembre 1994) è un calciatore ghanese, difensore del St. Louis City.

## Biografia
Nel 2016 ha ottenuto la Green Card e l'anno successivo ha fondato la Josh Yaro Foundation che si pone l'obiettivo di migliorare l'istruzione dei bambini in Ghana.

## Carriera
Nato in Ghana, si è trasferito in giovane età negli Stati Uniti dove ha frequentato la Cate School di Carpinteria ed in seguito l'Università di Georgetown. Nel periodo del college ha giocato fra il 2013 ed il 2015 con la squadra locale dei Georgetown Hoyas e nel 2014 ha disputato due incontri in Premier Development League con i Baltimore Bohemians.
L'11 gennaio 2016 è stato selezionato come seconda scelta generale al SuperDraft 2016 dal Philadelphia Union. Il 26 marzo ha debuttato con la squadra affiliata, i Bethlehem Steel, contro il FC Montréal in USL Championship ed il 17 aprile ha esordito in MLS nella trasferta persa 2-1 contro il Seattle Sounders. Dopo una prima stagione in cui ha trovato una buona continuità di impiego, nel 2017 è stato scavalcato nelle gerarchie da Jack Elliott giocando solamente 8 incontri e l'anno seguente è stato utilizzato solo dai Bethlehem Steel. A fine 2018 è rimasto svincolato.
Per la stagione seguente si è accordato con il San Antonio FC. Ha esordito il 10 marzo 2019 contro il Phoenix Rising ed il 31 agosto ha realizzato la sua prima rete in carriera nella sconfitta per 5-1 contro il Tacoma Defiance. Al termine di una stagione che lo ha visto titolare indiscusso al centro della difesa ha rinnovato il contratto con il club texano anche per il 2020.
Il 29 aprile 2021 ha firmato un contratto con il San Diego Loyal e due giorni dopo ha esordito in campionato contro il Phoenix Rising. Con il club californiano ha giocato complessivamente 29 incontri e segnato due reti.
Nel 2022 è stato acquistato dal St. Louis City, che lo ha assegnato alla sua seconda squadra in attesa dell'affiliazione in MLS nel 2023. Ha debuttato con il St. Louis City 2 il 26 marzo vincendo 2-0 contro il Rochester N.Y.. ed il 7 agosto ha realizzato la sua prima rete con il nuovo club contro il Chicago Fire II. Nel 2023 è stato promosso in prima squadra ed il 26 febbraio è tornato a giocare in MLS a sei anni di distanza dall'ultimo incontro giocato, scendendo in campo negli ultimi minuti nella vittoria per 3-2 contro l'Austin FC, il primo incontro ufficiale nella storia del club del Missouri.

## Statistiche

### Presenze e reti nei club
Statistiche aggiornate al 12 luglio 2023.
| Stagione                  | Squadra                   | Campionato                | Campionato | Campionato | Coppe nazionali | Coppe nazionali | Coppe nazionali | Coppe continentali | Coppe continentali | Coppe continentali | Altre coppe | Altre coppe | Altre coppe | Totale | Totale |
| Stagione                  | Squadra                   | Comp                      | Pres       | Reti       | Comp            | Pres            | Reti            | Comp               | Pres               | Reti               | Comp        | Pres        | Reti        | Pres   | Reti   |
| ------------------------- | ------------------------- | ------------------------- | ---------- | ---------- | --------------- | --------------- | --------------- | ------------------ | ------------------ | ------------------ | ----------- | ----------- | ----------- | ------ | ------ |
| 2014                      | Baltimore Bohemians       | PDL                       | 2          | 0          |                 | -               | -               |                    | -                  | -                  |             | -           | -           | 2      | 0      |
| 2016                      | Bethlehem Steel           | USLC                      | 4          | 0          |                 | -               | -               |                    | -                  | -                  |             | -           | -           | 4      | 0      |
| 2017                      | Bethlehem Steel           | USLC                      | 5          | 0          |                 | -               | -               |                    | -                  | -                  |             | -           | -           | 5      | 0      |
| 2018                      | Bethlehem Steel           | USLC                      | 6          | 0          |                 | -               | -               |                    | -                  | -                  |             | -           | -           | 6      | 0      |
| Totale Bethlehem Steel    | Totale Bethlehem Steel    | Totale Bethlehem Steel    | 15         | 0          |                 | -               | -               |                    | -                  | -                  |             | -           | -           | 15     | 0      |
| 2016                      | Philadelphia Union        | MLS                       | 17         | 0          | USOC            | 1               | 0               |                    | -                  | -                  |             | -           | -           | 18     | 0      |
| 2017                      | Philadelphia Union        | MLS                       | 6          | 0          | USOC            | 2               | 0               |                    | -                  | -                  |             | -           | -           | 8      | 0      |
| 2018                      | Philadelphia Union        | MLS                       | 0          | 0          | USOC            | 0               | 0               |                    | -                  | -                  |             | -           | -           | 0      | 0      |
| Totale Philadelphia Union | Totale Philadelphia Union | Totale Philadelphia Union | 23         | 0          |                 | 3               | 0               |                    | -                  | -                  |             | -           | -           | 26     | 0      |
| 2019                      | San Antonio FC            | USLC                      | 32         | 1          | USOC            | 1               | 0               |                    | -                  | -                  |             | -           | -           | 33     | 1      |
| 2020                      | San Antonio FC            | USLC                      | 14         | 0          |                 | -               | -               |                    | -                  | -                  |             | -           | -           | 14     | 0      |
| Totale San Antonio FC     | Totale San Antonio FC     | Totale San Antonio FC     | 46         | 1          |                 | 1               | 0               |                    | -                  | -                  |             | -           | -           | 47     | 1      |
| 2021                      | San Diego Loyal           | USLC                      | 29         | 2          |                 | -               | -               |                    | -                  | -                  |             | -           | -           | 29     | 2      |
| 2022                      | St. Louis City 2          | MNP                       | 25         | 1          | USOC            | 2               | 0               |                    | -                  | -                  |             | -           | -           | 27     | 1      |
| 2023                      | St. Louis City 2          | MNP                       | 2          | 0          |                 | -               | -               |                    | -                  | -                  |             | -           | -           | 2      | 0      |
| Totale St. Louis City 2   | Totale St. Louis City 2   | Totale St. Louis City 2   | 27         | 1          |                 | 2               | 0               |                    | -                  | -                  |             | -           | -           | 29     | 1      |
| 2023                      | St. Louis City            | MLS                       | 7          | 0          | USOC            | 1               | 0               |                    | -                  | -                  |             | -           | -           | 8      | 0      |
| Totale carriera           | Totale carriera           | Totale carriera           | 149        | 4          |                 | 7               | 0               |                    | -                  | -                  |             | -           | -           | 156    | 4      |